# Schwesternwohnheim Tittmannstraße

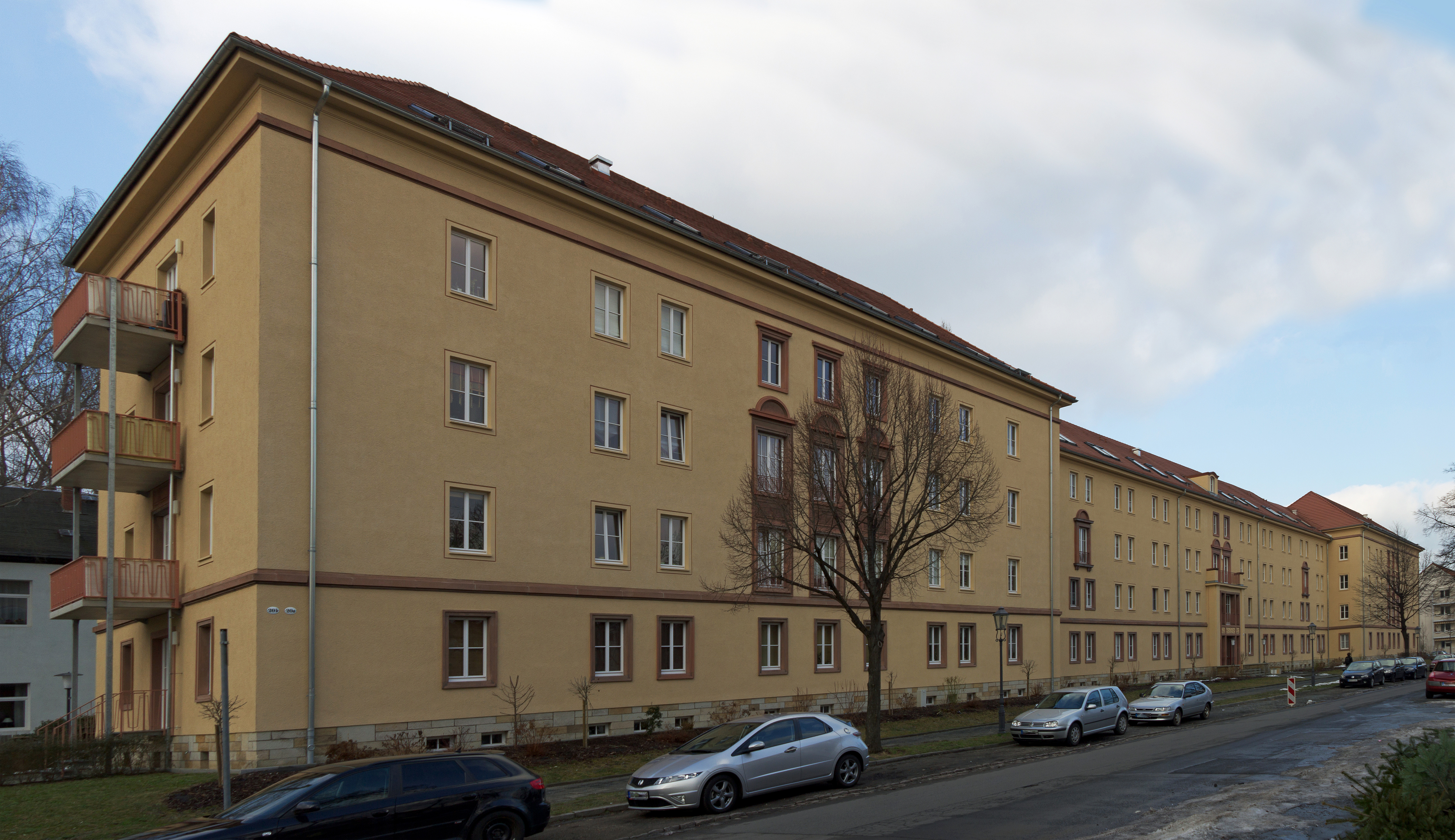
Das Gebäude erstreckt sich entlang der Tittmannstraße, zwischen Wartburg- und Wittenberger Straße

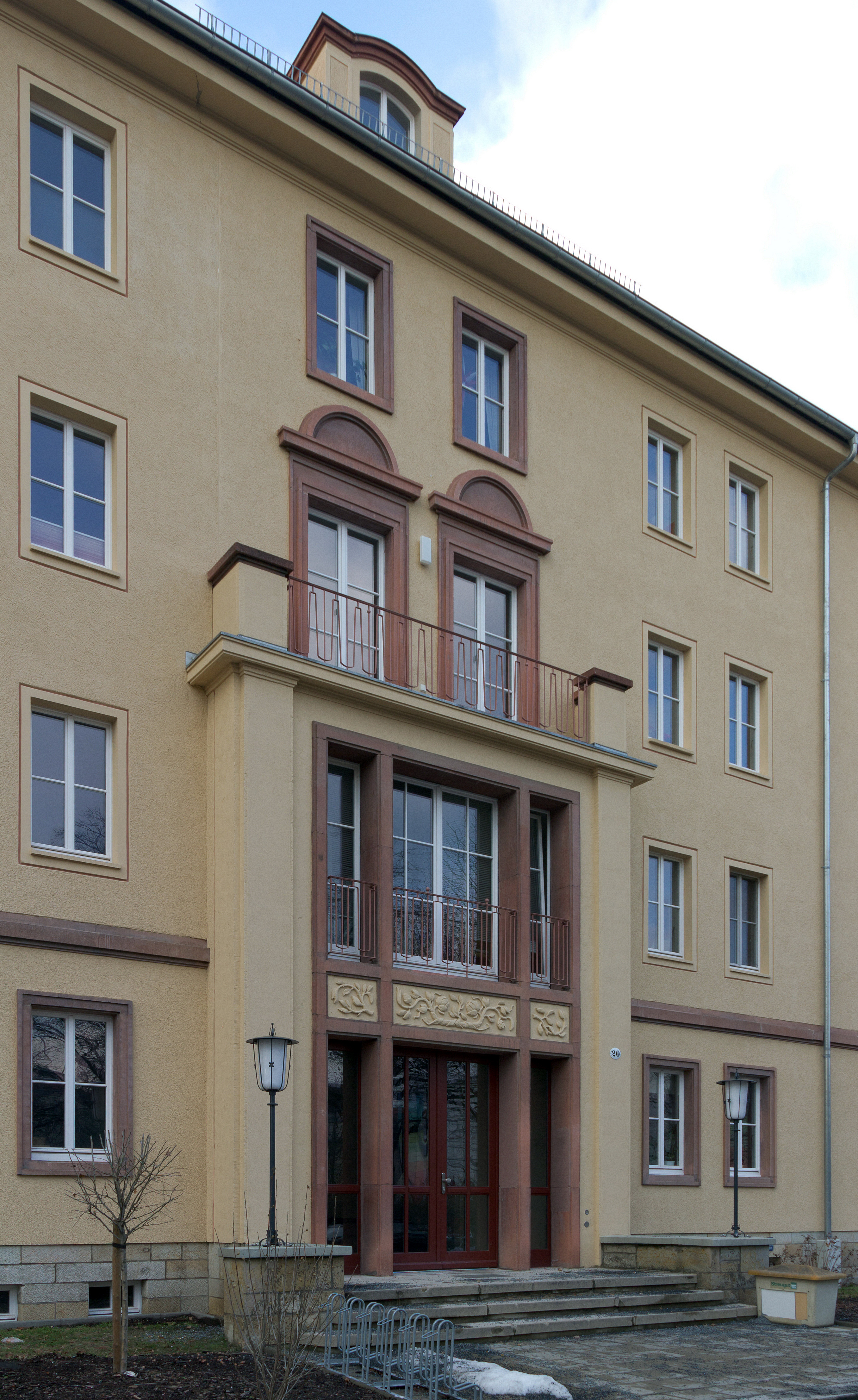
Eingangsbereich

Das Schwesternwohnheim Tittmannstraße ist ein denkmalgeschütztes Gebäude im Dresdner Stadtteil Striesen.
Das etwa 110 Meter lange Gebäude wurde 1955 als Wohnheim für die in der benachbarten Medizinischen Akademie tätigen Krankenschwestern erbaut. Reliefbilder und plastischer Schmuck zeigen Krankenschwestern bei ihrer Arbeit und schmücken sowohl Fassade als auch Foyers und die drei Treppenaufgänge. Nachdem das Wohnheim geschlossen worden war, wurde es 2006 verkauft. 2008/2009 wurde das ehemalige Schwesternheim umgebaut, wobei aus den früheren 145 Wohnungseinheiten mit Aufenthaltsräumen, Gemeinschaftsküchen und -bädern moderne Eigentumswohnungen wurden.